# تصنيف مكتبة الكونغرس
تصنيف مكتبة الكونغرس، هو نظام تصنيف مكتبي طورته مكتبة الكونغرس في الولايات المتحدة الأمريكية؛ إذ يمكن استخدامه لترتيب الكتب على الرفوف في المكتبة. تستخدم المكتبات الكبيرة للأبحاث والأكاديميات هذا النظام بشكل أساس، بينما تستخدم معظم المكتبات العامة والمكتبات الأكاديمية نظام تصنيف ديوي العشري. طور النظام جميس هانسون (رئيس قسم الفهرسة)، بمساعدة تشارلز مارشال، في عام 1897، أثناء عملهما في مكتبة الكونغرس، وقد صُمم خصيصا لمجموعة مكتبة الكونغرس ليحل محل نظام الموقع الثابت الذي طوره توماس جيفرسون. 

## دوافع ظهور خطة تصنيف مكتبة الكونغرس
عام 1900 كان عدد الكتب الموجودة في مكتبة الكونغرس حوالى بضعة ملايين كتاب وكان هذا العدد هائل في تلك الفترة انك تجد مكتبة فيها هذا الكم من الكتب فقرر القائمون عليها إيجاد نظام يناسب الموضوعات المتشعبة ويتناسب مع الكم الهائل للمصادر الذي تضمه مكتبة الكونغرس فوضع نظام حديث باسم نظام مكتبة الكونغرس حيث نشر كل قسم من النظام بصفة مستقلة فقد صدر قسم Z الببليوغرافيا عام 1902 ونشرت معظم الأقسام في عقد العشرينيات ما عدا قسم K القانون الذي تأخر صدوره حتى عام 1969 حيث صدر الجزء الأول الخاص بقوانين الولايات المتحدة واستكمل الجزء الأخير من القانون في عام 1973 وبذلك أصبحت كل جداول التصنيف كاملة.
ساهم عدد كبير من المتخصصين في العلوم المختلفة بإعداد جداول التصنيف كل واحد في مجال تخصصه وقد أخذ بعين الاعتبار حجم المكتبة والتوسع في المستقبل ويمكن وصف نظام مكتبة الكونغرس بأنه عدة تصانيف متخصصة يعالج كل قسم موضوع رئيسي.

## مزايا نظام تصنيف الكونغرس
- البساطة: فالرمز مكون من حروف لاتينية وأرقام عربية.
- الاختصار: حيث لم يتم استعمال جميع الأحرف في الأقسام الرئيسية.
- الشمول: حيث يحتوي على 34 مجلد بالإضافة إلى ملخص النظام (A-Z) ولكل موضوع مجلد أو أكثر.
- المرونة: حيث أن النظام يستطيع استيعاب موضوعات جديدة فهو قابل للتطور بتطور العلوم المختلفة.

تتكون جميع أجزاء النظام من مقدمة وحروف زوجية وجداول رئيسية وجداول ملحقة وكشاف لسهولة استرجاع رمز التصنيف من الجداول. يمتاز النظام أيضا بإعطاء تفصيلات دقيقة لكثير من المواضيع التي لا تتوفر في أنظمة التصنيف الأخرى ذلك بسبب شموله لمختلف الموضوعات.وهذا النظام أفضل من نظام ديوي العشري الذي وضعوا ديوي عام 1873.

## عيوب تصنيف مكتبة الكونغرس
من عيوب تصنيف مكتبة الكونغرس صعوبة تذكر رمز التصنيف بسبب كثرة الأقسام افتقاره إلى مقدمة عامة لجميع جداول التصنيف بسبب كثرة المشاركين في إعداد الجدول الواحد كما أنه لا يقوم على التحليل النظري الموضوعي للأقسام كما أن هناك تشتت بعض المواضيع عن بعضها البعض بسبب اعتماد الأخصائيين الموضوعيين على إعداد قوائم نظرية ثم تطبيقها.

## الأصول الرئيسة لنظام مكتبة الكونغرس
- المعارف العامة A
- الفلسفة والدين B
- العلوم المساعدة للتاريخ C
- التاريخ العام والتاريخ القديم D
- تاريخ أمريكا E & F
- الجغرافيا والأنثربولوجيا G
- العلوم الاجتماعية H
- العلوم السياسية J
- القانون K
- التربية والتعليم L
- الموسيقى M
- الفنون الجميلة N
- اللغات والآداب P
- العلوم Q
- الطب R
- الزراعة S
- التكنولوجيا T
- العلوم العسكرية U
- العلوم البحرية V
- الببلوغرافيا وعلم المكتبات Z